# Amstel Gold Race 2000
L'Amstel Gold Race 2000, trentacinquesima edizione della corsa, valida come prova della Coppa del mondo di ciclismo su strada, si svolse il 22 aprile 2000 su un percorso di 258 km, con partenza ed arrivo a Maastricht. Fu vinta dal tedesco Erik Zabel, che terminò in 6h 13' 37".
Alla partenza erano presenti 195 ciclisti, dei quali 106 completarono la gara.

## Squadre partecipanti
| N.      | Cod. | Squadra                          |
| ------- | ---- | -------------------------------- |
| 1-8     | RAB  | Rabobank                         |
| 11-18   | MAP  | Mapei-Quick Step                 |
| 21-28   | A2R  | AG2R Prévoyance                  |
| 31-38   | ONC  | ONCE-Deutsche Bank               |
| 41-48   | TEL  | Team Deutsche Telekom            |
| 51-58   | COF  | Cofidis, le Crédit par Téléphone |
| 61-68   | KEL  | Kelme-Costa Blanca               |
| 71-78   | VIT  | Vitalicio Seguros-Grupo Generali |
| 81-88   | FAR  | Farm Frites                      |
| 91-98   | FDJ  | La Française des Jeux            |
| 101-108 | FAS  | Fassa Bortolo                    |
| 111-118 | LOT  | Lotto-Adecco                     |
| 121-128 | MCJ  | Memory Card-Jack & Jones         |

| N.      | Cod. | Squadra                   |
| ------- | ---- | ------------------------- |
| 131-138 | VIN  | Vini Caldirola-Sidermec   |
| 141-148 | LIQ  | Liquigas-Pata             |
| 151-158 | FES  | Festina                   |
| 161-168 | SAE  | Saeco-Valli & Valli       |
| 171-178 | LAM  | Lampre-Daikin             |
| 181-188 | MER  | Mercatone Uno-Albacom     |
| 191-198 | USP  | US Postal Service         |
| 201-208 | PLT  | Team Polti                |
| 211-218 | AMI  | Amica Chips-Tacconi Sport |
| 221-228 | PAL  | Palmans-Ideal             |
| 231-238 | BBT  | Bankgiroloterij-Batavus   |
| 241-248 | TCL  | Team Cologne              |

## Ordine d'arrivo (Top 10)
| Pos. | Corridore            | Squadra        | Tempo    |
| ---- | -------------------- | -------------- | -------- |
| 1    | Erik Zabel           | Deutsche Tel.  | 6h13'37" |
| 2    | Michael Boogerd      | Rabobank       | s.t.     |
| 3    | Markus Zberg         | Rabobank       | s.t.     |
| 4    | Romāns Vainšteins    | Vini Caldirola | s.t.     |
| 5    | Hendrik Van Dijck    | Palmans-Ideal  | s.t.     |
| 6    | Laurent Dufaux       | Saeco          | s.t.     |
| 7    | Peter Van Petegem    | Farm Frites    | s.t.     |
| 8    | Zbigniew Spruch      | Lampre         | s.t.     |
| 9    | Óscar Freire         | Mapei          | s.t.     |
| 10   | Francesco Casagrande | Vini Caldirola | s.t.     |